# Udarni preizkus
Udarni preizkus je preizkus ,ki nam pokaže odpornost proti udarcem. Pri udarnih obremenitvah se materialu zmanjša žilavost, kar pa se odraža predvsem v krhkem lomu, ki nastane brez opazne plastične deformacije na mestu preloma. H krhkemu lomu pa predvsem pripomore nizka temperatura, večosno napetostno stanje ter koncentracija napetosti v materialu, ki ima tudi največji vpliv na pojav krhkega loma. Ker se pa takšne napetosti pojavljajo predvsem ob zarezah, se preizkus udarne žilavosti izvaja na preizkušancih, ki so določeni po ISO standardu z zarezami v obliki črke U ali V. Kot merilo za žilavost materiala, se uporablja delo, ki je potrebno za prelom preizkušanca.

## Charpyjev udarni preizkus
Preizkus je razvil francoski znanstvenik Georges Charpy leta 1905. Preizkus udarne žilavosti izvedemo z nihajnim kladivom po Charpyjevi metodi. Tako imenovano Charpyjevo kladivo izpustimo iz določene višine ( α1=160º ),  ki  v svoji najnižji legi ( α=0º ) zadane preizkušanec, ki leži med dvema podporama kateri sta odaljeni druga od druge za 40 mm, nato pa zaniha v nasprotni smeri (α2=?). Iz razlike med višino (α1), od koder smo spustili nihajno kladivo in višino do katere je nihajno kladivo zanihalo (α2) , lahko izračunamo DELO potrebno za prelom preizkušanca.
Udarno deloK = m∙g∙(h1-h2) = m∙g∙L∙(cosα1-cosα2)
kjer je:

m - masa kladiva
 
g - gravitaciski pospešek

h1 - začetna višina udarnega kladiva ; h2 - končna višina udarnega kladiva
 
L - dolžina kladiva

α1 in α2 –začetni in končni kot

## Prehodna temperatura žilavosti
Žilavost pri jeklih je predvsem odvisna od temperature preizkušanja, saj pod določeno temperaturo postane žilav material popolnoma krhek, zato je zelo pomembno, da ugotovimo predhodno temperaturo žilavosti, pod katero jekla naj ne bi uporabljali. Prehodno temperaturno žilavost si najlažje razlagamo na osnovi srednje udarne žilavosti izračunane po enačbi:

K =  Kmax – največja udarna žilavost; Kmin – najmanjša udarna žilavost
Iz predhodnih podatkov smo ugotovili, da je prehodna temperaturna žilavost precej pomemben kriterij pri izbiri materiala, ki se uporablja pri nizkih temperaturah, zato so po navadi za takšne razmere najprimernejše kovine in zlitine s PCK kristalno mrežo, kot so avstenitna jekla, nikelj in nikljeve zlitine, kateri nimajo te odvisnosti žilavosti od temperature .